# Hydrate
Les hydrates sont des composés formés par l'union d'eau et d'une autre substance, union résultant généralement en un corps neutre, comme certains sels cristallisés. Si l'eau est de l'eau lourde, où l'hydrogène est en fait du deutérium, on utilise le terme « deutérate » plutôt qu'« hydrate ».
Ces substances dites hydratées peuvent contenir des molécules d'eau chimiquement liées au reste de la structure cristalline, ou bien ses éléments constitutifs (H, O et/ou OH) liés à la structure mais séparément. Les clathrates sont considérés comme faisant partie des hydrates, par exemple l'hydrate de méthane.
Les composés ou les minéraux dans lesquels les molécules d'eau se placent dans les cavités du réseau cristallin sans liaison chimique forte (il peut y avoir des liaisons de van der Waals) ne sont pas considérés comme des hydrates (l'eau y est seulement adsorbée), ce qui est notamment le cas des argiles.
Il existe aussi des minéraux comportant une faible proportion de molécules H2O ou de groupes hydroxyle OH qui s'insèrent dans la structure au niveau de défauts cristallins. On parle alors non d'hydrates mais de « minéraux nominalement anhydres » ; même présente à de très faibles concentrations (typiquement, des dizaines ou centaines de ppm), cette eau peut altérer fortement les propriétés du minéral.
Les études structurales sont permises par la modélisation et par la cristallographie.

## Nomenclature
La formule chimique d'un hydrate est généralement écrite sous la forme X, n H2O ou X · n H2O, où X est la formule du composé anhydre correspondant, et n le nombre de molécules d'eau par formule (n est omis quand n = 1). Le nom de l'hydrate reprend le nom du composé anhydre correspondant, suivi d'un adjectif du type phydraté où p- est un préfixe traduisant le nombre n : sulfate de lithium monohydraté pour Li2SO4 · H2O, sulfate de manganèse(II) dihydraté pour MnSO4 · 2 H2O, et sulfate de magnésium hexahydraté pour MgSO4 · 6 H2O.
| n   | Adjectif        |
| --- | --------------- |
| 1/2 | hémihydraté     |
| 1   | monohydraté     |
| 3/2 | sesquihydraté   |
| 2   | dihydraté       |
| 3   | trihydraté      |
| 4   | tétrahydraté    |
| 5   | pentahydraté    |
| 6   | hexahydraté     |
| 7   | heptahydraté    |
| 8   | octahydraté     |
| 9   | nonahydraté     |
| 10  | décahydraté     |
| 12  | dodécahydraté   |
| 18  | octadécahydraté |